# Норт-Маямі-Біч
Норт-Маямі-Біч (англ. North Miami Beach) — місто (англ. city) в США, в окрузі Маямі-Дейд на південному сході штату Флорида, на узбережжі Атлантичного океану, північне передмістя Маямі. Населення — 43 676 осіб (2020). Місто входить до агломерацією Маямі-Форт-Лодердейл-Помпано-Біч з загальним населенням 5 547 051 особа (2009 рік).
Місто утворене 1927 року як Фулфорд й перейменоване 1931 року.

## Географія
Норт-Маямі-Біч розташований за координатами 25°55′48″ пн. ш. 80°9′55″ зх. д. / 25.93000° пн. ш. 80.16528° зх. д. (25.929996, -80.165179).  За даними Бюро перепису населення США в 2010 році місто мало площу 13,90 км², з яких 12,50 км² — суходіл та 1,39 км² — водойми.

## Демографія

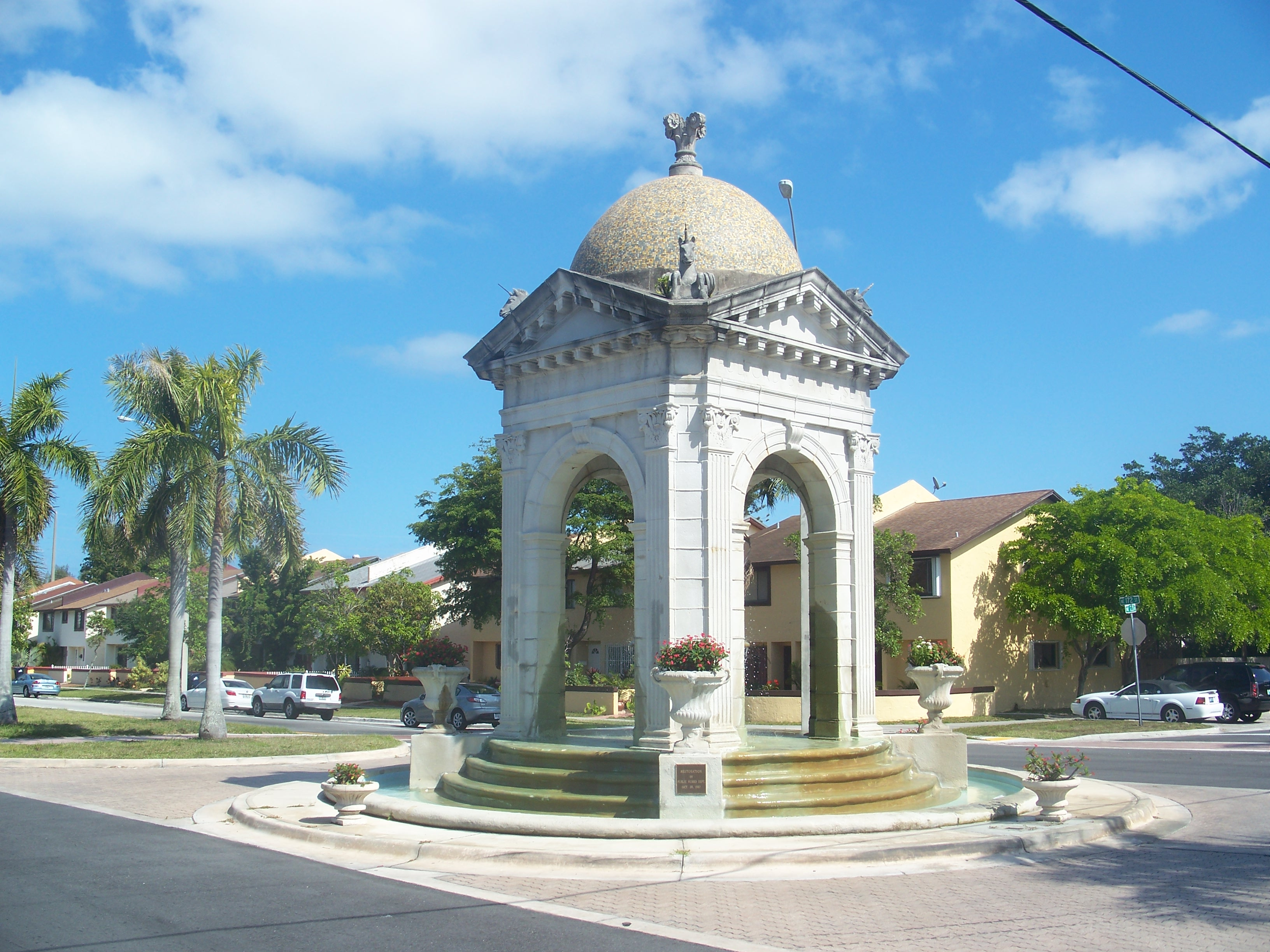

Згідно з переписом 2010 року, у місті мешкали 41 523 особи в 14 412 домогосподарствах у складі 9805 родин. Густота населення становила 2988 осіб/км².  Було 16402 помешкання (1180/км²).
Расовий склад населення:
| - 47,1 % — білих - 41,4 % — чорних або афроамериканців - 3,4 % — азіатів - 0,2 % — корінних американців - 0,1 % — вихідців з тихоокеанських островів - 4,0 % — осіб інших рас |

До двох чи більше рас належало 3,8 %. Частка іспаномовних становила 36,6 % від усіх жителів.
За віковим діапазоном населення розподілялося таким чином: 23,4 % — особи молодші 18 років, 65,3 % — особи у віці 18—64 років, 11,3 % — особи у віці 65 років та старші. Медіана віку мешканця становила 36,4 року. На 100 осіб жіночої статі у місті припадало 92,0 чоловіків;  на 100 жінок у віці від 18 років та старших — 88,4 чоловіків також старших 18 років.
Середній дохід на одне домашнє господарство  становив 53 892 долари США (медіана — 38 387), а середній дохід на одну сім'ю — 61 483 долари (медіана — 44 632). Медіана доходів становила 32 624 долари для чоловіків та 26 417 доларів для жінок. За межею бідності перебувало 23,2 % осіб, у тому числі 34,1 % дітей у віці до 18 років та 21,2 % осіб у віці 65 років та старших.
Цивільне працевлаштоване населення становило 19 875 осіб. Основні галузі зайнятості: освіта, охорона здоров'я та соціальна допомога — 19,5 %, мистецтво, розваги та відпочинок — 14,8 %, роздрібна торгівля — 14,5 %.